# Planzolles
Planzolles é uma comuna francesa na região administrativa de Auvérnia-Ródano-Alpes, no departamento de Ardèche. Estende-se por uma área de 5,41 km². Em 2010 a comuna tinha 146 habitantes (densidade: 27 hab./km²).